# Mary Chapin Carpenter

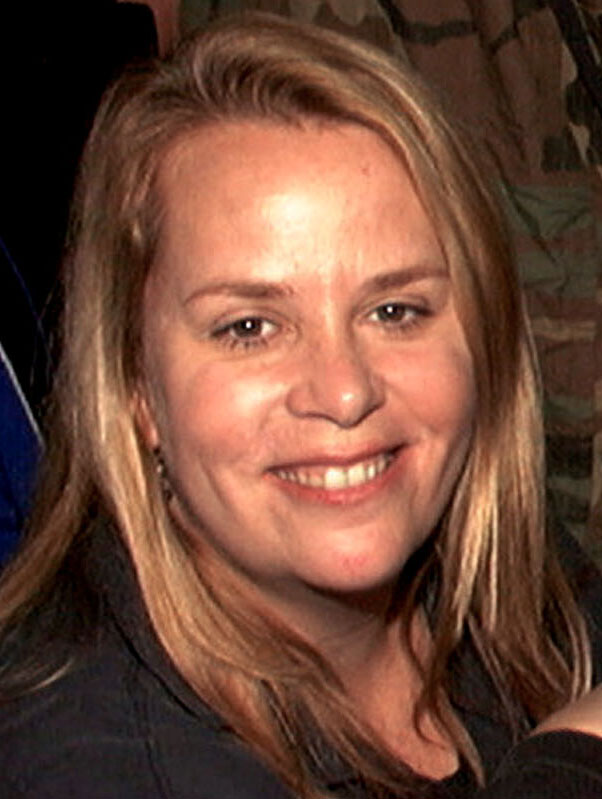
Mary Chapin Carpenter

Mary Chapin Carpenter, född 21 februari 1958 i Princeton, New Jersey, är en amerikansk singer-songwriter som belönats med fem Grammy Awards. Hennes mest sålda skiva är Come On Come On från 1992. Hon har även skrivit låtar åt andra artister. En känd låt är "10 000 miles" som även är soundtrack i filmen Den långa resan.

## Diskografi
- Hometown Girl (1987)
- State of the Heart (1989)
- Shooting Straight in the Dark (1990)
- Come On Come On (1992)
- Stones in the Road (1994)
- A Place in the World (1996)
- Time*Sex*Love (2001)
- Between Here and Gone (2004)
- The Calling (2007)
- Come Darkness Come Light : Twelve Songs of Christmas (2008)
- The Age of Miracles (2010)
- Ashes and Roses (2012)

### Samlingsskivor
- Party Doll and Other Favorites (1999)
- The Essential Mary Chapin Carpenter (2003)
- Super Hits (2007)
- Playlist: The best of Mary Chapin Carpenter (2008)